# Bernard Forest de Bélidor
Pour les articles homonymes, voir Forest.
Bernard Forest de Bélidor, né en Catalogne (Espagne) en 1698 et mort à Paris le 8 septembre 1761, est un ingénieur militaire français.

## Biographie

### Le soldat
Il est le fils d'un officier français, mort en Espagne alors que Bélidor avait 5 mois. Il est recueilli par son parrain, Fossiébourg, officier d'artillerie, lequel meurt à son tour en 1711. Sa veuve s'étant retirée auprès de son frère, J.-B. Cayot de Blanzy, ingénieur en chef à Montreuil, ce dernier met à sa disposition sa bibliothèque et Bélidor l'accompagne lors des sièges.
Entré jeune dans l'armée, Bélidor prend part en 1742 en tant qu'adjudant à la campagne de Bavière, lors de la guerre de Succession d'Autriche, sous les ordres de Philippe Henri de Ségur et du duc François d'Harcourt. Il sert ensuite le Prince de Conti en Italie (1744), puis aux Provinces-Unies (1745), où il joue un rôle actif lors du siège de Charleroi. Il est nommé colonel en reconnaissance de ses états de service.
Il est, à sa mort, brigadier des armées du Roi, chevalier de Saint-Louis, inspecteur de l'Arsenal de Paris et des Mines de France (depuis 1758), membre des Académies royales des sciences de France, d'Angleterre et de Prusse.

### L'homme de science et le professeur
Bélidor devient professeur d'artillerie à l'école de La Fère (Aisne) dès la création de cet établissement (1720) et inspecteur général des mineurs de France. En 1722, il entre comme élève à l'Académie des sciences, où il devient plus tard associé libre en 1756. Il publie en 1725 son Nouveau cours de mathématique à l'usage de l'Artillerie et du Génie, où apparaît pour la première fois le mot « sinusoïde ». Ce cours est traduit en allemand en 1745. Il sera bientôt employé dans toutes les écoles d'artillerie et servira de référence à l'École nationale des ponts et chaussées.

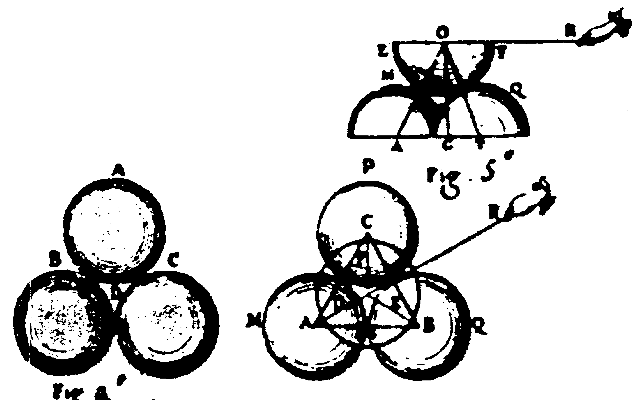
Épure de Bélidor sur le frottement intergranulaire.

En 1729 il fait paraître La Science des ingénieurs dans la conduite des travaux de fortification et d'architecture civile, premier ouvrage de synthèse dans ce domaine, où sont abordés tant le tracé des ouvrages que leur résistance, ainsi que l'aménagement urbain des places. Cette dernière partie sera littéralement copiée par Louis de Jaucourt dans l'Encyclopédie. L'ouvrage est traduit en allemand et publié à Vienne en 1757. Sur la question des soutènements, Bélidor tâche d'expliciter les fondements du règlement de Vauban sur les fortifications, en prenant en considération le talus naturel des terres. Dans son éloge à l'Académie des sciences, il est dit que « Jamais ouvrage n'a mieux mérité ce titre : il contient en effet tous les principes nécessaires pour mettre tous les Ingénieurs en état d'appliquer à la pratique toutes les connoissances mathématiques que la lecture du premier ouvrage a pu leur donner. »
Il publie en 1731 un traité de balistique, Le Bombardier français, suivi en 1737 de son ouvrage majeur, L'Architecture hydraulique, où le calcul intégral est utilisé pour la première fois dans la résolution de problèmes techniques. Ce sera là l'ensemble, la somme et la synthèse des connaissances de même que le fourniment enseignés et mis à disposition des ingénieurs jusqu'à la fin du siècle et l'ouvrage de référence des élèves de l'École des ponts et chaussées. Il fait paraître en 1755 un Dictionnaire portatif de l'ingénieur, qui n'est qu'une compilation sommaire et fort abrégée du Dictionnaire d'architecture d'Augustin-Charles d'Aviler, avec quelques rares parties nouvelles. 
Bélidor a également accompagné Giovanni Domenico Cassini et Philippe de La Hire dans leur expédition pour mesurer la méridienne de Paris dans les années 1710.

## Principales publications
- Sommaire d'un cours d'architecture militaire, civile, hydraulique, et des autres traitez les plus utiles aux ingénieurs et architectes (1720)
- Bernard Forest de Bélidor, Nouveau cours de Mathématique à l'usage de l'Artillerie et du Génie, où l'on applique les parties les plus utiles de cette science à la théorie et à la pratique de différents sujets qui peuvent avoir rapport à la guerre, Paris, 1725 (lire en ligne)
- Bernard Forest de Bélidor, La Science des ingénieurs dans la conduite des travaux de fortification et d'architecture civile, 1729 (lire en ligne)
- Bernard Forest de Bélidor, Le Bombardier françois, ou Nouvelle méthode de jetter les bombes avec précision, Paris, Imprimerie royale, 1731 (lire en ligne)

- Bernard Forest de Bélidor, Architecture hydraulique, ou l'Art de conduire, d'élever et de ménager les eaux pour les différens besoins de la vie, À Paris, rue Saint-Jacques, Charles-Antoine Jombert, Libraire de l’Artillerie & du Génie, à l’Image Notre-Dame, 1737-1739 (réimpr. 1796 par Prony, 1819 par Navier), 2 vol (lire en ligne) (aussi sur GoogleBooks)

Première partie - Tome Premier, Paris, 1737 Gallica
Première partie - Tome Second, Paris, 1739 Gallica
Seconde partie - Tome Premier, Paris, 1750 Gallica
Seconde partie - Tome Second, Paris, 1753 Gallica
- Bernard Forest de Bélidor, Œuvres diverses de M. Belidor concernant l'artillerie et le génie, Amsterdam et Leipsick, Arkstée et Merkus, 1754 (lire en ligne)

- Bernard Forest de Bélidor, Dictionnaire portatif de l'ingénieur, où l'on explique les principaux termes des sciences les plus nécessaires à un ingénieur, Paris, Charles-Antoine Jombert, 1755 (lire en ligne)

## Source partielle
Cet article comprend des extraits du Dictionnaire Bouillet. Il est possible de supprimer cette indication, si le texte reflète le savoir actuel sur ce thème, si les sources sont citées, s'il satisfait aux exigences linguistiques actuelles et s'il ne contient pas de propos qui vont à l'encontre des règles de neutralité de Wikipédia.